# Christian Ryan
Christian Ryan (født 5. juni 1977 i Warrnambool) er en australsk tidligere roer.
Ryan var med i den australske otter, der deltog i OL 2000 i Sydney. Den australske båd vandt sit indledende heat i bedste tid, men i finale måtte de bøje sig for Storbritannien, der vandt guld, næsten et minut foran Australien på andenpladsen, mens Kroatien tog bronzemedaljerne. Resten af den australske båd bestod af Alastair Gordon, Nick Porzig, Rob Jahrling, Mike McKay, Stuart Welch, Daniel Burke, Jaime Fernandez og styrmand Brett Hayman.

## OL-medaljer
- 2000:  Sølv i otter